# Get Free
Singles de Major Lazer
Original Don
(2011) Jah No Partial
(2012)
Singles par Amber Coffman
Hold On
(2010)
Get Free est une chanson du projet musical Major Lazer en collaboration avec la chanteuse américaine Amber Coffman (en). Le single est sorti le 18 mai 2012 sous le label Downtown Records sous forme numérique. Get Free est le 1er single extrait du second album studio Free the Universe.

## Clip
Le clip vidéo est sorti le 15 mai 2012, il s'agit d'un mini film d'animation.

## Liste des pistes
| 1. | Get Free                              | 4:49 |
| 2. | Get Free (Bonde Do Role Remix)        | 3:43 |
| 3. | Get Free (Andy C Remix)               | 5:31 |
| 4. | Get Free (J-art & Matthew Adda Remix) | 5:34 |

## Classement par pays
| Classement (2012)                       | Meilleure position |
| --------------------------------------- | ------------------ |
| Australie (ARIA)                        | 56                 |
| Belgique (Flandre Ultratop 50 Singles)  | 3                  |
| Belgique (Wallonie Ultratop 50 Singles) | 17                 |
| France (SNEP)                           | 59                 |
| Pays-Bas (Single Top 100)               | 7                  |
| Royaume-Uni (UK Dance Chart)            | 13                 |
| Royaume-Uni (UK Singles Chart)          | 67                 |

## Historique de sortie
| Pays        | Date        | Format                   | Label            |
| ----------- | ----------- | ------------------------ | ---------------- |
| Royaume-Uni | 18 mai 2012 | Téléchargement numérique | Downtown Records |